# Giovanni Barbagallo (politico 1952)
Giovanni Barbagallo (Trecastagni, 1º giugno 1952) è un politico italiano, già parlamentare europeo del PD.

## Biografia
Laureato in scienze pedagogiche, è funzionario AMT di Catania. Nel 1985 è eletto per la DC nel consiglio provinciale di Catania e viene riconfermato nel 1990 .
Nel 1996 è eletto deputato all'Assemblea regionale siciliana (ARS) nella circoscrizione della provincia di Catania per il Partito Popolare Italiano. Viene sospeso dalla carica dal giugno 1998 , perché condannato in appello a tre anni per corruzione aggravata, e poi reintegrato nel maggio 1999 dopo la sentenza di assoluzione della Corte di Cassazione .
Riconfermato nel 2001 con la lista "La Margherita per la Sicilia", dal 2002 al 2006 è vicepresidente della Commissione regionale Antimafia. Rieletto anche nel 2006, è capogruppo del suo partito.
Dopo la nascita del Partito Democratico, si ricandida all'Ars nel 2008, venendo ancora eletto. Spicca tra i documenti relativi alla sua attività parlamentare il disegno di legge di riduzione dei deputati regionali da 90 a 70, di cui è primo firmatario, anticipando le politiche di contenimento della spesa pubblica e razionalizzazione della macchina amministrativa.
Nelle elezioni europee del 2009, candidato con il PD nella circoscrizione insulare, ottiene 68.505 preferenze (secondo dei non eletti). Dal giugno 2013 al maggio 2018 è sindaco del suo Comune di nascita con una coalizione di centrosinistra. L'11 marzo 2014 subentra al Parlamento europeo a Francesca Barracciu divenuta sottosegretario, a sua volta subentrata nel dicembre 2012 a Rosario Crocetta, divenuto presidente della Regione siciliana. Aderisce al gruppo Alleanza Progressista dei Socialisti e dei Democratici. Alle elezioni europee del maggio successivo non è rieletto.